# Смоковский, Винценты
Винце́нты Смоко́вский (Викентий Смоковский, Винцас Смакаускас, пол. Wincenty Smokowski, лит. Vincas Smakauskas; 19 февраля (по другим сведениям 1 января) 1797, Вильно — 13 февраля 1876, Крыкяны, ныне Криконис Игналинского района) — белорусский и литовский  врач, художник, живописец и график, работавший в Литве, почётный вольный общник императорской Академии художеств; живописи свойственны черты академизма и классицизма с элементами романтизма, более отчётливого в его графических работах.

## Биография

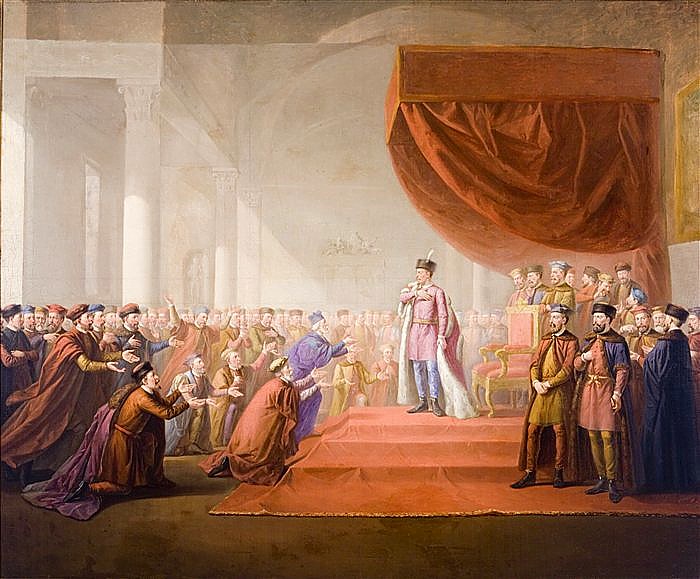
«Стефан Баторий основывает Виленскую академию»

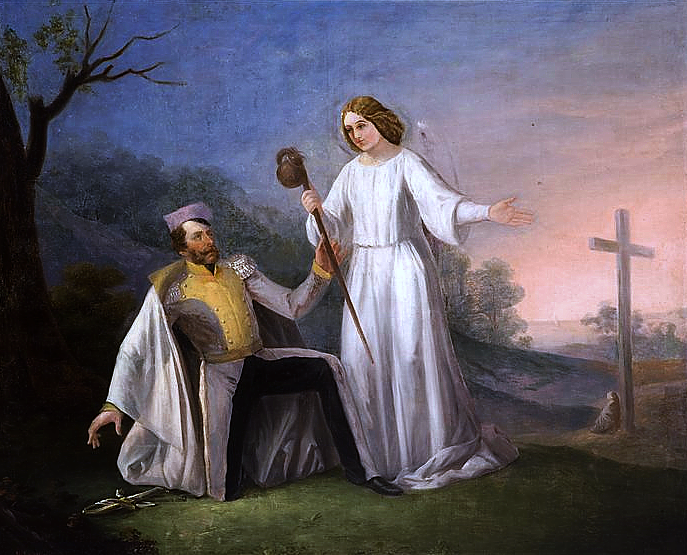
«Аллегория поражения Ноябрьского восстания»

С 1817 до 1822 года изучал живопись и скульптуру в императорском Виленском университете (его преподавателями были  Ян Рустем, Джозеф Сандерс, Казимира Ельский). В 1823—1829 годах продолжил обучение в императорской Академии художеств в Санкт-Петербурге. В 1823 году за рисунки с натуры, исполненные на экзамене, получил серебряную медаль второго достоинства. В 1824 году был удостоен серебряной медали второго достоинства, в 1825 году — первого достоинства. В 1827 году Совет Академии художеств принял на конкурс для получения золотой медали представленную Смоковским работу «Смерть Эпаминонда во время победы, одержанной им над лакедемонянами», удостоенную меньшей золотой медали.
Приглашённый в 1829 году в помощники профессору Яну Рустему, в 1829—1832 годах преподавал изобразительное искусство в Виленском университете.
В 1836 году окончил Виленскую медико-хирургическую академию, получил специальность врача и работал в окрестностях Свенцян (ныне Швянчёнис), в 1841—1856 годах — городским врачом в Варшаве. После 1858 года жил в деревне Крыкяны Свенцянского уезда (ныне Криконис Игналинского района).

## Творчество
Писал картины на историческую тематику («Смерть Эпаминонда во время победы, одержанной им над лакедемонянами», 1827; «Мариус в развалинах Карфагена», «Борьба турок с черкесами», «Стефан Баторий основывает Виленскую академию»), бытового жанра («Слепой нищий с мальчиком», «Солдат на коне»), портреты («Ягайло и Ядвига», портрет Ю. И. Крашевского, автопортреты) и пейзажи. Автор иллюстраций к книгам (три литографии к поэме «Конрад Валленрод» Адама Мицкевича, 1823, по другим сведениям 1828; 50 ксилографий к поэме «Плач Витоля» Крашевского, 1846) и рисунков по мотивам эпической поэмы Мицкевича «Пан Тадеуш» (1860). Произведения хранятся в Литовском художественном музее, Национальном музее в Варшаве и в других собраниях.
Написал исследования о фресках Трокского замка (1822), консервацией которых Смоковский занимался, а также работы о Яне Рустеме, Валентии Ванковиче, Александре Орловском.

## Память
Именем Смоковского названа одна из улиц (Vincento Smakausko gatvė) в районе Вильнюса Таранде, староство Пашилайчяй.